# Agama boueti
Agama boueti är en ödleart som beskrevs av Paul Chabanaud 1917. Agama boueti ingår i släktet Agama och familjen agamer. IUCN kategoriserar arten globalt som livskraftig. Inga underarter finns listade i Catalogue of Life.
Arten förekommer i västra Afrika från Mauretanien och Senegal till Niger. Habitatet utgör av sandiga öknar med några buskar och av torra savanner. Agama boueti jagar olika ryggradslösa djur som myror, skalbaggar och gräshoppor som kompletteras med några växtdelar (främst suckulenter). Ödlan vilar gömd mellan buskar. Den föredrar plana landskap som breda floddalar och högplatå.